# Casa Juliachs
La Casa Juliachs és un edifici noucentista del municipi d'Esplugues de Llobregat (Baix Llobregat) protegit com a bé cultural d'interès local.

## Descripció
L'edifici respon a la tipologia de torre residencial o d'estiueig. Està format per planta baixa i dos pisos, amb una torre coberta a quatre aigües. La façana està estucada en color beix. Portes i finestres presenten marcs de pedra. L'entorn és enjardinat.

## Història
Es va construir durant la dècada del 1920, promogut per Joaquim Juliachs i Bonach, quan es va començar a urbanitzar el barri de Finestrelles. Després de la Guerra Civil, a partir del 1945 es va reprendre la construcció de la urbanització Canals. De la Casa Juliachs només es disposa de la documentació d'un permís d'obres del 1945 per fer la tanca de la finca.